# Elios Bonzagni
Elios Bonzagni (Parma, 22 agosto 1922 – Parma, 23 marzo 2016) è stato un calciatore italiano, di ruolo centrocampista.

## Carriera
Fino al 1942 ha giocato nella Virtus Parma, nei campionati regionali emiliani.
Nella stagione 1946-1947 ha giocato 6 partite in Serie B con la maglia del Parma; l'anno seguente ha invece segnato 2 gol in 8 presenze, sempre nella serie cadetta. Nella stagione 1948-1949 ha disputato 36 gare in Serie B, venendo riconfermato nella rosa della squadra parmigiana anche dopo la retrocessione in Serie C, categoria in cui nella stagione 1949-1950 ha segnato un gol in 11 presenze, contribuendo al raggiungimento del 2º posto in classifica. L'anno successivo ha preso parte a 37 incontri del campionato di Serie C senza mettere a segno alcuna rete, per poi lasciare i gialloblu al termine della stagione 1951-1952, nella quale ha giocato altre 16 partite nel campionato di Serie C.
In carriera ha giocato complessivamente 50 partite in Serie B, con 2 gol segnati.